# Gustav Schmoranz
Gustav Schmoranz (16. září 1858 Slatiňany – 21. prosince 1930 Praha) byl český divadelní režisér, výtvarník a ředitel Národního divadla v Praze.

## Život
Absolvoval Vysoké učení technické v Praze a stal se architektem. Studoval také na pařížské École des beaux-arts a později ve Vídni a v Londýně. Od roku 1887 byl profesorem Umělecko-průmyslové školy v Praze. Zajímal se o divadlo a psal články o divadle, např. do časopisů Lumír a Zlatá Praha. Po studijním pobytu v Káhiře napsal německy psané a jím ilustrované dílo o orientálním skle. V roce 1898 spolupracoval jako technický poradce se spolkem Máj a se spisovatelem a pozdějším režisérem Jaroslavem Kvapilem na založení Divadla Uranie, umístěného původně na pražském Výstavišti u příležitosti Výstavy architektury a inženýrství 
Jako člen Společnosti Národního divadla, která převzala správu Národního divadla po Družstvu Národního divadla, se stal na období od května 1900 do dubna 1922 ředitelem Národního divadla v Praze. Do Národního divadla přivedl Jaroslava Kvapila a Karla Kovařovice, kteří pak v dalších letech formovali činohru a operu Národního divadla. V období jeho působení jako ředitele byla na scéně ND uváděna díla nových českých dramatiků, např. Fráni Šrámka, J. Mahena, V. Dyka a S. Loma.

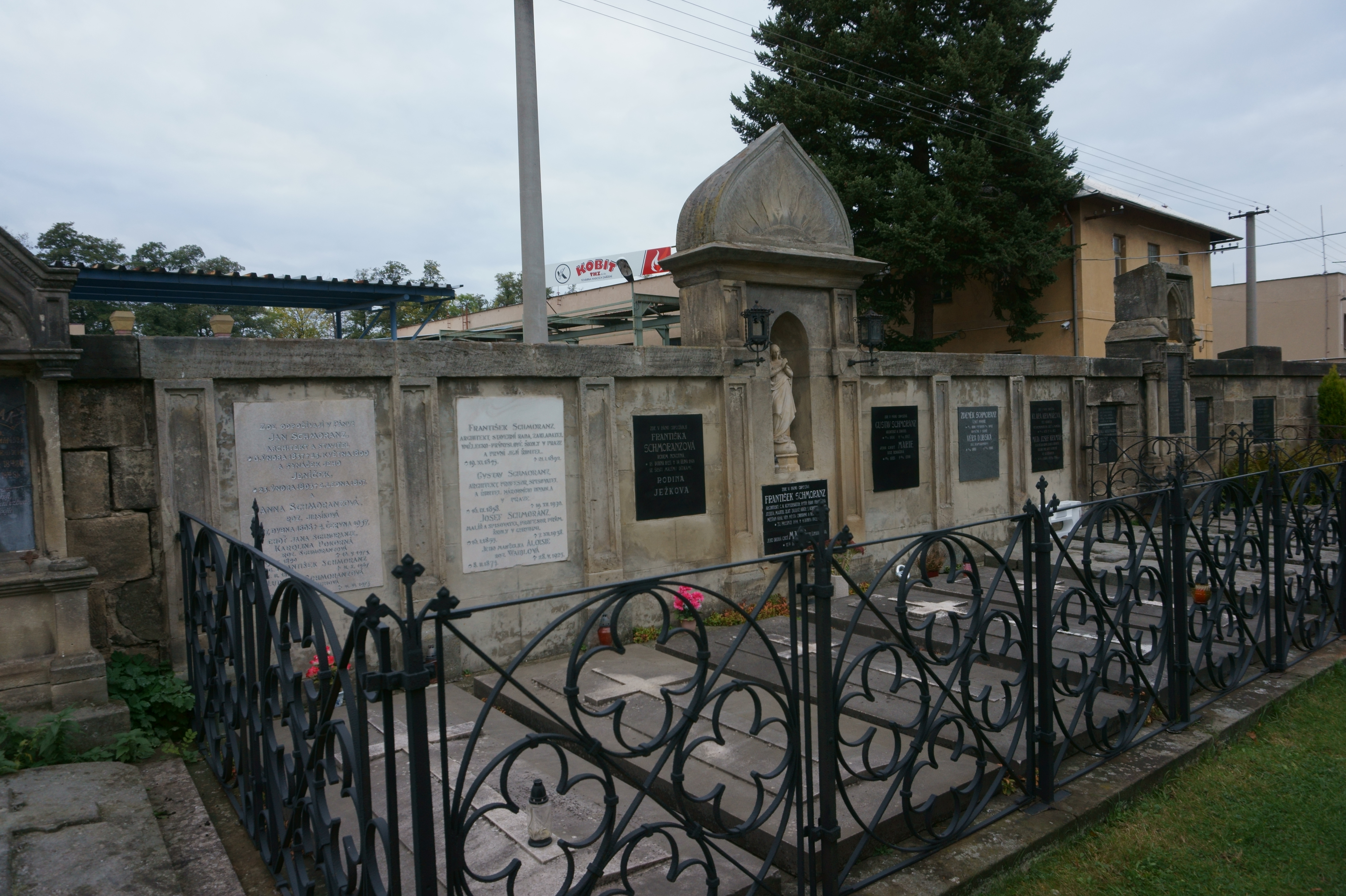
Hrob rodiny Schmoranzů ve Slatiňanech

V Národním divadle vykonával rovněž funkci režiséra a jevištního výtvarníka. V roce 1918, po odchodu Jaroslava Kvapila, se stal i šéfem činohry. V dubnu 1920 bylo Národní divadlo převedeno pod zemskou správu a Schmoranz v roce 1922 opustil místo ředitele a jeho nástupcem se stal Jaroslav Šafařovič.

## Režie, výběr
- 1910 – Jaroslav Kvapil: Princezna Pampeliška, Národní divadlo
- 1912 – Molière: Misantrop, Národní divadlo
- 1916 – F. X. Svoboda: Čekanky, Národní divadlo
- 1917 – Jaroslav Vrchlický: Noc na Karlštejně, Národní divadlo
- 1919 – Alois Jirásek: Jan Žižka, Národní divadlo
- 1920 – Leoš Janáček: Výlety páně Broučkovy (opera), Národní divadlo
- 1928 – Alois Jirásek: Lucerna, Národní divadlo

## Scéna, výběr
- 1902 – Jaroslav Vrchlický: Soud lásky, Národní divadlo, režie Jaroslav Kvapil
- 1905 – Alois Jirásek: Lucerna, Národní divadlo, režie Jaroslav Kvapil
- 1905 – William Shakespeare: Hamlet, Národní divadlo, režie Jaroslav Kvapil (scéna spolu s Jaroslavem Kvapilem)
- 1909 – Ambroise Thomas: Mignon (opera), Národní divadlo, režie Adolf Krössing
- 1910 – Karel Kovařovic: Psohlavci (opera), Národní divadlo, režie Adolf Krössing
- 1912 – W. A. Mozart: Don Juan (opera), Národní divadlo, režie Robert Polák

## Citát
| „                 | Hřmotný zjev Gustava Schmoranze byl pravým opakem jeho dobrácké a někdy až prostomyslné povahy. Za mládí vznosný krasavec černé brady, jenž vypadal jako by nezkrotný dobyvatel ženských srdcí, byl Schmoranz už tenkrát jenom tím předobrým synem, bratrem a strýčkem, jímž zůstal do posledka, a se vším svým neobyčejným smyslem pro život rodinný nikdy si nedovedl a také nechtěl založit vlastní domácnost. | “ |
| — Jaroslav Kvapil | |   |